# Маркиан из Тортоны
Маркиан (ок. 120 года)— епископ из Тортоны (Tortona), священномученик. День памяти — 6 марта.
Святой Маркиан из Тортоны (Marcian of Tortona), Италия, был родом из семьи язычников. Обращён ко Христовой вере святым Варнавой. Был укреплён в вере святым Сиром (Syrus of Pavia), епископом Павии. По преданию, будучи в заключении, обратил ко Христу Секунда, впоследствии св. мученика Астийского. Был умучен после сорока пяти лет епископства.